# Плисківська сільська рада (Погребищенський район)
| Плисківська сільська рада — колишній орган місцевого самоврядування у Погребищенському районі Вінницької області з адміністративним центром у с. Плисків. Сільській раді підпорядковані населені пункти: - с. Плисків |

## Склад ради
Рада складається з 16 депутатів та голови.

## Керівний склад сільської ради
| ПІБ                    | Основні відомості                                                                       | Дата обрання | Дата звільнення |
| ---------------------- | --------------------------------------------------------------------------------------- | ------------ | --------------- |
| Вітрук Петро Дмитрович | Сільський голова, 1953 року народження, освіта, безпартійний                            | 26.03.2006   | 31.10.2010      |
| Вітрук Петро Дмитрович | Сільський голова, 1955 року народження, освіта середня спеціальна, член народної партії | 31.10.2010   |                 |

Примітка: таблиця складена за даними джерела